# Inoceràmids
Els inoceràmids (Inoceramidae) són una família de mol·luscs bivalves actualment extinta. Tendien a viure en ambients marins batials i nerítics.